# قائمة داقة وملوك كرواتيا
هذه قائمة كاملة دوقات وملوك كرواتيا ((بالكرواتية: knez, kralj)) في ظل السلالات العرقية المحلية والمنتخبة خلال المملكة الكرواتية (925-1918). تتبع هذه المقالة رقم لقب الملك وفقًا للمملكة المجرية من أجل الملاءمة. على سبيل المثال، يُطلق على العاهل المجري بيلا الرابع، وفقًا للخلافة الكرواتية، لقب بيلا الثالث بشكل صحيح. وذلك لأن المجريين كان لديهم ملك اسمه بيلا قبل دمج كرواتيا تحت التاج المجري لكن الكروات لم يفعلوا ذلك.

## التاريخ المبكر
لم يتم توثيق تفاصيل وصول الكروات إلى البلقان إلا بشكل ضئيل من خلال مصادر تاريخية موثوقة إلى حد ما. في أواخر القرن السادس وأوائل القرن السابع تقريبًا، هاجر الكروات من كرواتيا البيضاء (حوالي غاليسيا الحالية). وفقًا لأسطورة مسجلة في كتاب من إدارة الإمبراطورية في القرن العاشر، جاء الكروات إلى منطقتهم الحالية تحت قيادة خمسة إخوة (يُدعى كلوكاس ولوبيلوس وكوسنتسيس وموشلو وكروباتوس) وشقيقتان (تُدعى توجا وبوجا). ونجح في محاربة وطرد نفوذ الأفار أوراسيا في مقاطعة دالماتيا الرومانية.
ويُعتقد أن أحد الإخوة هو كروباتوس ((بالكرواتية: Hrvat)) أعطى اسمه للكروات ((بالكرواتية: Hrvati)) ككل، على الرغم من أن المؤرخين السائدين يرفضون هذه الفكرة باعتبارها غير قابلة للتحقق. بدأ الكروات في التحول تدريجيًا إلى المسيحية تحت حكم بورجا في القرن السابع.

### الأرشون الأوائل من الكروات (القرن السابع)
| اسم        | فتره حكم                    | ملاحوظات                                                                                                 |
| ---------- | --------------------------- | --- |
| والد بورجا | الجزء الأول من القرن السابع | أرشون عندما حارب الكروات وطردوا الآفار البانونيا وحصلوا على موافقة هرقل (610-641) للاستقرار في دالماتيا. |
| بورجا      | الجزء الأول من القرن السابع | أرشون عندما بدأ تعميد الكروات في المسيحية في زمن هرقل (610-641)، أو قسطنطين الثاني (641-668).            |

## دوقات بانونيا السفلى (القرن الثامن–896)
مناطق كرواتيا الحديثة الواقعة في سهل بانونيا قد استوطنتها أيضًا القبائل السلافية في أوائل العصور الوسطى، وسجل التاريخ بعض حكامها.
| لَوحَة             | اسم      | بداية العهد | نهاية العهد | ملحوظات             |
| ---------------- | -------- | ----------- | ----------- | ------------------- |
|                  | فوجنومير | ج. 790      | ج. 810      |                     |
| \| غير معاصرة \| | جوديفيت  | ق. 810      | ج. 823      |                     |
|                  | راتيمير  | ج. 829      | ج. 838      |                     |
|                  | براسلاف  | ج. 882      | ج. 896      | كان للزوج فينتسيلا. |
| غير معاصرة       |          |             |             |                     |

## دوقات كرواتيا (القرن الثامن–925)
استقرت القبائل السلافية المعروفة باسم الكروات في مناطق كرواتيا الحالية في بداية القرن السابع تقريبًا، وبدأ تسجيل حكامهم في السجلات التاريخية في أواخر القرن الثامن.

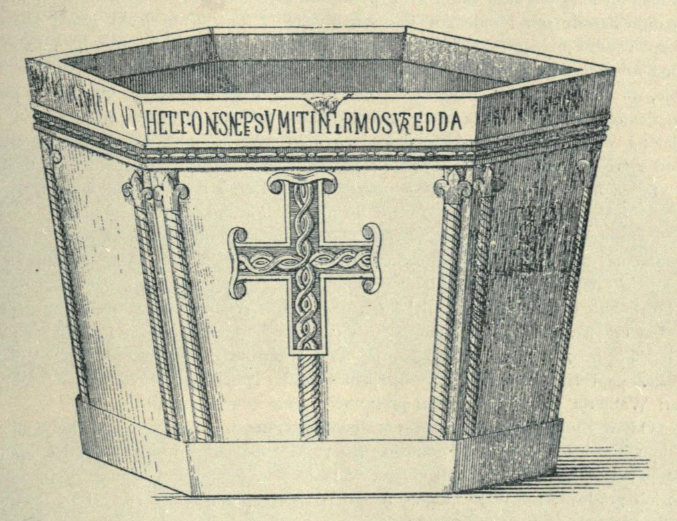
جرن معمودية الأمير فيشيسلاف

ترك فيسيسلاف وراءه جرن المعمودية ، الذي بقي على قيد الاسنمرار حتى يومنا هذا، والذي ذكر أنه دوق. اعتاد التأريخ الكرواتي أن يعتبر فيسيسلاف دوقًا للكروات، لكن الأدلة على معظم الادعاءات المتعلقة به نادرة جدًا.

## ملوك كرواتيا (925–1102)
في رسالته من عام 925، يشير البابا يوحنا العاشر إلى توميسلاف الأول من سلالة تربيميروفيتش باسم Rex Chroatorum (ملك الكروات). جميع الحكام الكرواتيين بعد توميسلاف الأول حملوا لقب ملك كرواتيا. تم تأكيد ذلك من خلال النقش الكتابي الذي يذكر أقدم ملكة كرواتية معروفة.  

## في عهد المجر (1102–1527)
منذ عام 1102، كان ملك المجر الحاكم أيضًا حاكمًا لمملكة كرواتيا بالاتفاق مع النبلاء الكرواتيين.  كانت كرواتيا تحكم نيابة عنه من قبل نائب الملك ( بان ) والبرلمان. في عام 1409، باع لاديسلاو ملك نابولي حقوقه في دالماتيا إلى جمهورية البندقية مقابل 100.000 ذهب بندقي .

## في عهد ملكية هابسبورغ (1527–1918)
في 1 يناير 1527، اجتمع البرلمان الكرواتي في سيتين لانتخاب فرديناند الأول من هابسبورغ ملكًا جديدًا لكرواتيا. كانت ملكية هابسبورغ قد ضمت أراضي دالماتيا بعد الحرب التحالف الأول . كانت مملكة دالماتيا إحدى أراضي التاج للإمبراطورية النمساوية (1815-1867) والنصف سيسليثانيا من الإمبراطورية النمساوية المجرية (1867-1918).

## ملوك يوغوسلافيا (1918–1945)
بعد الحرب العالمية الأولى وتفكك الإمبراطورية النمساوية المجرية، انضمت كرواتيا إلى دولة السلوفينيين والكروات والصرب التي تم تشكيلها حديثًا. بعد فترة وجيزة من الحكم الذاتي، أصبحت تلك الدولة جزءًا من مملكة الصرب والكروات والسلوفينيين (المعروفة مملكة يوغوسلافيا) في عهد أسرة كارادوريفيتش . تم تغيير اسم المملكة في عام 1929، وسط الإصلاحات التوحيدية، إلى مملكة يوغوسلافيا . بعد معاهدة رابالو عام 1920، تم ضم استريا وأجزاء من دالماتيا إلى مملكة إيطاليا . على أساس اتفاقية تسفيتكوفيتش-ماتشيك ، والمرسوم المتعلق بمباني كرواتيا بتاريخ 24 أغسطس 1939، تم إنشاء باناتي كرواتيا . وبموجب الاتفاق، انتخب برلمان وبان الذي عينه الملك سيقرر الأمور الداخلية في كرواتيا.
| لَوحَة             | اسم              | فتره حكم                                | القرين (الأقران)          | ملحوظات |
| بيت كاراجوردفيتش | بيت كاراجوردفيتش | بيت كاراجوردفيتش                        | بيت كاراجوردفيتش          | بيت كاراجوردفيتش |
| ---------------- | ---------------- | --------------------------------------- | ------------------------- | --- |
|                  | بيتار الأول      | 1 ديسمبر 1918 - 16 أغسطس 1921 (سنتان)   | لا أحد                    | ابن الكسندر أمير صربيا . بعد مقتل الملك ألكسندر الأول أوبرينوفيتش خلال انقلاب مايو عام 1903، أصبح بيتر كاراجوردفيتش الملك الجديد لصربيا. وفي وقت لاحق أصبح ملك الصرب والكروات والسلوفينيين .                   |
|                  | الكسندر          | 16 أغسطس 1921 - 9 أكتوبر 1934 (13 عامًا) | ماريا الرومانية (م.1922)  | ابن بيتار الأول. قام بتغيير اسم البلاد إلى مملكة يوغوسلافيا وأنشأ دكتاتورية ملكية . اغتيل على يد المنظمة الثورية المقدونية الداخلية بدعم من أوستاشا في عام 1934 في مرسيليا .                                   |
|                  | بيتار الثاني     | 9 أكتوبر 1934 - 29 نوفمبر 1945          | ألكسندرا اليونان (م.1944) | ابن الكسندر. شغل عمه بافل منصب الوصي حتى عام 1941. جزء من الحكومة اليوغوسلافية في المنفى بعد غزو المحور ليوغوسلافيا في أبريل 1941. ألغيت الملكية رسميًا في يوغوسلافيا الفيدرالية الديمقراطية في 29 نوفمبر 1945. |

## ملك دولة كرواتيا المستقلة (1941–1943)
في عام 1941، احتلت قوى المحور كرواتيا مع بقية يوغوسلافيا. تم إنشاء دولة كرواتيا المستقلة لتكون دولة عميلة لألمانيا النازية وإيطاليا الفاشية . بعد وقت قصير من إنشائها، أصدرت حكومة الولاية ثلاثة قوانين بشأن إنشاء تاج زفونيمير، مما جعل البلاد بحكم قانون مملكة.   وبعد ثلاثة أيام تم التوقيع على معاهدات روما . تم تعيين الأمير الإيطالي إيمون ملكًا لكرواتيا. تم ضم العديد من جزر البحر الأدرياتيكي وجزء من دالماتيا إلى إيطاليا، والتي تم دمجها جميعًا لتصبح محافظة دالماتيا الإيطالية. في 10 سبتمبر 1943، أعلنت دولة كرواتيا المستقلة أن معاهدات روما لاغية وباطلة ، وضمت الجزء من دالماتيا الذي تم التنازل عنه لإيطاليا. 
| صورة      | اسم                            | فتره حكم                     | القرين (الأقران) | ملحوظات |
| بيت سافوي | بيت سافوي                      | بيت سافوي                    | بيت سافوي        | بيت سافوي |
| --------- | ------------------------------ | ---------------------------- | ---------------- | --- |
|           | توميسلاف الثاني (الملك المعين) | 18 مايو 1941 - 31 يوليو 1943 | ايرين اليونان    | أنشأ توميسلاف الثاني مكتبًا ملكيًا كرواتيًا ( kraljevski stol ) في فلورنسا ولاحقًا في روما. كان قد رفض في البداية تولي الملكية معارضًا لضم إيطاليا لمنطقة دالماتيا ، ولذلك يشار إليه في بعض المصادر بالملك المعين. تنازل عن العرش في 31 يوليو 1943 بعد إقالة بينيتو موسوليني بأمر من فيكتور إيمانويل الثالث . |

## بعد الحرب العالمية الثانية
- قائمة رؤساء دولة يوغوسلافيا (1945–1991)
- قائمة رؤساء كرواتيا (1991 إلى الوقت الحاضر)
- قائمة رؤساء وزراء كرواتيا (1991 إلى الوقت الحاضر)

## صور
- من منزل أرباد وتربيميروفيتش إلى اتحادهما حتى الإمبراطورية الرومانية المقدسةهابسبورغ.

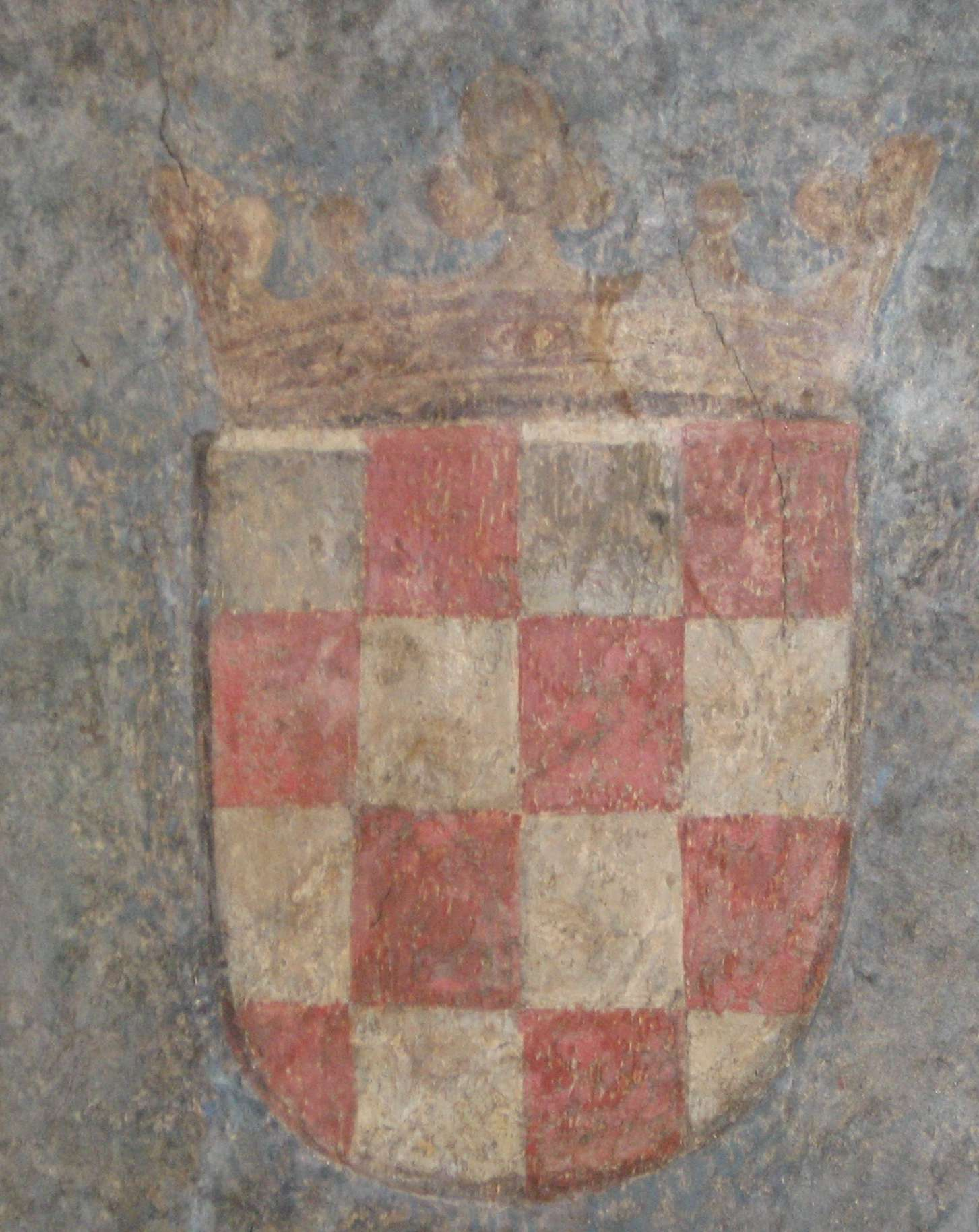
أول مثال معروف للشيكوي كرواتي كما هو موضح فيإنسبروك،بنما(1495)
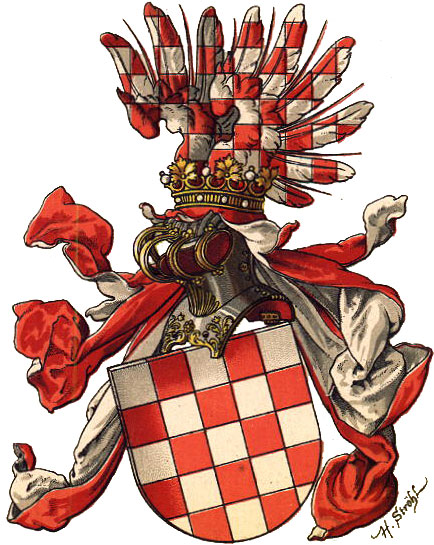
شعار النبالة للأراضي التاجكرواتي (حتى 1868)
مملكة الكرواتية السلافونية(1868-1918). النسخة الرسمية كان تحمل تاج القديس ستيفن.
شعار النبالة لبانوفينا من كرواتيا(1939-1941)

## "دوق كرواتيا"
تم استخدام لقب دوق كرواتيا على نطاق واسع:
- استخدمه دوق البندقية بموافقة بيزنطية منذ عام. 1100، عندما كانت المجر في طور استيعاب مملكة كرواتيا، حتى معاهدة زادار مع المجر عام 1358.
- دوقات ميرانيا ، الذين تقع أراضيهم على الحدود مع كرواتيا، كانوا يُطلق عليهم أحيانًا اسم دوقات كرواتيا في السجلات المعاصرة.
- أضاف العديد من النبلاء المجريين الذين مُنحوا السلطة في أراضي السلاف الجنوبية كرواتيا إلى لقب دوق سلافونيا في القرنين الثالث عشر والرابع عشر.

## أنظر أيضا
- تاريخ كرواتيا
- الجدول الزمني للتاريخ الكرواتي
- نبلاء كرواتيا
- برلمان كرواتيا
- بان كرواتيا
- بان سلافونيا
- قائمة ملوك المجر (1102-1526)
- قائمة حكام النمسا (1527-1918)
- قائمة رؤساء يوغوسلافيا (1918-1991)
- قائمة رؤساء كرواتيا (1991 إلى الوقت الحاضر)
- قائمة رؤساء وزراء كرواتيا (1991 إلى الوقت الحاضر)